# Béthisy-Saint-Pierre
Béthisy-Saint-Pierre é uma comuna francesa na região administrativa de Altos da França, no departamento de Oise. Estende-se por uma área de 6,53 km². Em 2010 a comuna tinha 3 103 habitantes (densidade: 475,2 hab./km²).